# ICEY
『ICEY』（アイシー、中：艾希）は、中国企業のFantaBlade Network（中：幻刃网络）が開発し、同じく中国企業のX.D. Network（中：心动网络）より発売されたアクションゲーム。

## 概要
プレイヤーは、過去の記憶を持たない女性型アンドロイドICEY（声：降幡愛）を操作しながら様々なステージを進めていき、最後に待ち受ける怪物・ユダ（Judas）の打倒を目指す。ゲーム画面はサイドビューで描かれ、素早い動きや攻撃を駆使して敵との戦闘を繰り広げることになる。
ゲームのプレイ中には、ナビゲーター（声：下野紘）が度々発言し、ICEYが進むべき経路を示す。この発言に必ずしも従う必要はないが、背いた場合にはナビゲーターが感情をあらわにし始め、最終的にはプレイヤーに怒りをぶつけたりゲーム内容を作り替えたりするなどメタフィクション的な言動をとるようになる。また、本作ではこの他にも、本作と無関係な他のゲームソフトの宣伝やX.D. Networkがプロデュースする中国のアイドルグループ「ATF」の写真・動画の使用など、メタフィクション要素が多分に含まれている。
2017年2月27日にはダウンロードコンテンツである『ICEY - UCEY's Awakening』が配信された。Nintendo Switch版には初期から実装されている。

## 開発の経緯
当初は普通の2Dアクションゲームだったが、デモ版を出展している中で、クリエイターの発想でネタ要素を入れることになった。また始めはモバイル版を製作していたが、後にPlayStation 4版の話が持ち上がり、そちらにシフトした。開発チームは始め8、9名で、後に15名となった。メインのクリエイターはX.D. Networkの兄弟会社所属で、ゲームのグラフィックは内部のデザイナーが担当した。スタッフは大学を卒業したばかりの若手が中心だった。
日本語版の発売について、X.D. Networkのブランディ・ウーは自社の知名度向上のためとしている。またクリエイターとX.D. Networkの運営担当が日本の声優に詳しく、彼らの要望によってナビゲーターの声優に下野紘が起用されたと語っている。
プロデューサーを務めたFantaBlade NetworkのMark Xiaoは『ICEY』について、独特な形でプレイヤーを刺激するゲームを作りたかったとしている。システムからの指示を無視できたり、感情豊かなナビゲーターが怒ったりといった要素はチーム内でも評判が良く、最後にはその方向性で開発を進めたという。一方で自分たちの実力不足によりゲームを完璧に仕上げられなかったともしている。

## システム
ICEYは剣を武器に用い、基本攻撃として、低威力だが出が速い弱攻撃と高威力で敵のガードを崩す効果もある強攻撃の2種類を行う。敵からの攻撃を受けずに自身の攻撃を当て続けるとコンボ数がカウントされていき、一定数を超えるごとに与ダメージが増加する。また、ステージ内のチェックポイントでは、敵を倒した際などに手に入る通貨を消費して技の追加や強化を行うことができる。この技はコントローラの攻撃ボタン等を特定の順に入力することで発動する。
敵からの攻撃を受ける際、通常時はICEYの周囲にバリアが発生してダメージが軽減されるが、同時に画面上のバリアゲージが減少する。ゲージが尽きるとバリアが一定時間消滅してダメージ量が多くなる。
地上や空中でダッシュゲージを消費して素早く突進できる。ゲージは時間経過とともに回復する。敵から攻撃される直前にダッシュを用い直後に攻撃を行うとカウンターが発動して大ダメージを与えられるほか、ゲーム中盤以降ではステージ内の柵をダッシュですり抜ける効果も加わる。
プレイ中にナビゲーターの指示に反する行動をとった際、通常と異なるルートへ進んだり実績要素が開放されたりするが、場合によってはゲームオーバーのような扱いになることもある。

## ストーリー
チュートリアル
迷いの森に出たICEYは道中のモンスターを倒しながら先に進む。しかしコスモシティに続く橋の上でトリニティの襲撃を受け、橋から落下する。
直後、システムが崩壊したとのエラーメッセージが表示されゲームが強制終了する。何者かの手によってシステムが修復され、プレイヤーはゲームの起動画面に戻される。
ゲーム開始
ゲームを再開すると、装置の中で眠るICEYの一枚絵が映る。ナビゲーターが登場し、ICEYの目的は「ユダ」を抹殺することだと説明する。何かボタンを押すとゲームが始まる。何も押さないとナビゲーターが焦り始め、それでも放置するとICEYは目覚めなかったとして物語が終わる。
迷いの森
迷いの森に出たICEYは道中のモンスターを倒しながら先に進む。ICEYが崖に差し掛かると、ナビゲーターはそばの装置を使うと崖に橋がかかって渡れるようになると説明する。指示に従い橋をかけると安全に進むことができる。
橋をかけずにダッシュで強引に超えるとナビゲーターは驚く。崖から落ちるとナビゲーターは装置について再度説明する。また落ちると呆れてプレイヤーに説教をする。それでも落ちると根負けし、システムを改ざんしてICEYが崖を突破したことにする。さらにナビゲーターは宝箱を配置して、指示に従うと良いことがあるとプレイヤーに強調する。ナビゲーターは進行方向を示す矢印を出す。ナビゲーターに反発して矢印の逆方向に進むと、先は行き止まりで、ナビゲーターは指示に反発したプレイヤーに怒ってゲームを強制終了する。
（ゲームを強制終了された場合はやり直してから）毒沼を飛び越え、チュートリアルでトリニティと戦った崖に差し掛かる。ナビゲーターは崖に橋がかかっていないことを疑問視しつつも、矢印を出して崖から飛び降りるよう指示する。降りると地下水道に進む。
反発してダッシュで崖を強引に越えると、コスモシティへショートカットすることができ、ナビゲーターが動揺する。
地下水道
ナビゲーターは矢印に従うよう指示する。指示に従うとICEYはダッシュのアップグレードを入手する。この時、何者かから地下水道の地図が添付されたメールが届き、地下水道には隠し要素があることがプレイヤーに示唆される。ナビゲーターはアップグレードされたダッシュで矢印の先に進むよう指示する。従うとその先にはボス「ゴージャー」がおり、撃破するとコスモシティへの道が開く。
反発して矢印と逆方向に進むと、ナビゲーターはその先には何もないと言う。それでも進むと「本当に何もない部屋」に到達する。ナビゲーターは何もないことを改めて強調するが、無視して待機し続けると実績が解除される。ナビゲーターは実績が目当てなのかとプレイヤーを疑い始める。ナビゲーターはICEYの目の前にトロフィーを配置する。ICEYがトロフィーを攻撃すると実績が解除され、それを見たナビゲーターは先の行動が実績目当てであると確信する。ナビゲーターは実績目当てのプレイがいかに愚かであるかプレイヤーに説き、終いには怒ってゲームを強制終了する。
コスモシティ
ナビゲーターはシティの中心に進むよう指示する。反発して違う方向へ進むと、ナビゲーターがコスモシティのボス「トール」を倒さないと先には進めないと言う。それでも進むとナビゲーターの発言通り、先に進むための扉が閉まって引き返すしかなくなる。しかしダッシュを連打すれば扉が閉まる前に突破することができ、ナビゲーターが激しく動揺する。
先の指示に従いシティの中心に向かうと倉庫があり、ナビゲーターは無視するよう指示する。従うとその先にはボス「トール」がおり、撃破すると地下鉄入口への道が開く。反発して倉庫に入るとラフ画のような未完成のエリアに到達する。ナビゲーターは言い訳がましく説明をするが、すぐにこのゲームが未完成であることを認める。ナビゲーターはICEYを「歴史の間」に転送すると『ICEY』の開発秘話や開発の苦労について語り、星5の評価を付けて欲しい、もう1本買って欲しいとプレイヤーにせがむ。
地下鉄入口
ナビゲーターは地下鉄に入るよう指示する。ICEYは地下鉄入口でダッシュの更なるアップグレードを入手し、柵をすり抜けられるようになる。ナビゲーターは左に進むよう指示する。従うとその先にはボス「パーク」がいるが、撃破しても道は行き止まりで先に進めない。ナビゲーターはエリアの構造を疑問視しつつも、ICEYを地下鉄に転送して先に進めるようにする。
反発して右に進むと、ナビゲーターは引き返すよう指示する。無視して進み続けると、謎の装置が並ぶエリアに到達する。ナビゲーターはこの道が真実に繋がっているとでも思ったのかと呆れる。ナビゲーターはこれが君の求める真実だとして、UCEYと呼ばれるモンスターの映像を流す。
迷いの森に出たUCEYは自由だったが、一人ぼっちで寂しいと感じていた。先に進むと自分以外のモンスターがおり、彼らとの間に友情が芽生え、UCEYは幸せになった。しかし遅れてやって来たICEYによってUCEYとモンスターたちは破壊された。一連の映像はチュートリアルにおけるあるシーンの再現で、この映像の後、画面左上のICEYの文字がUCEYに変化する。
地下鉄
ナビゲーターは矢印に従えばユダに到達できると、改めて念押しする。矢印の先にはボス「カルロス」がおり、撃破すると地下鉄に乗って十字路へと移動する演出が入る。
ある矢印の下にはダッシュで抜けられる床があり、抜けると強制的に前の地点に戻され、矢印に従うよう指示される。反発して床抜けを繰り返すとナビゲーターは根負けし、床を抜けた先を見せ、行き止まりと毒沼があるだけと説明する。毒沼に入るとナビゲーターは驚き、プレイヤーがこのゲームに無関心になったのではないかと疑い始める。ナビゲーターはICEYを「ストレージルーム」に転送し、プレイヤーが関心を持ちそうな作品として『鯉 - KOI』というゲームを宣伝する。さらに『汐』というゲームを宣伝する。『汐』は実際にプレイでき、ミスを繰り返すかゲームをクリアすると『ICEY』の世界に戻される。
十字路
ナビゲーターは「ユダ」のいる時計塔に向かうよう指示する。反発して違う方向へ進むと木偶シアターに到達する。
木偶シアター
ナビゲーターは木偶シアターが「ユダ」に関係ないと知りつつも、ICEYのお遊びに付き合うという体で、木偶シアターのボスまでの矢印を出す。従うとその先にはボス「ジャック」がおり、撃破するとナビゲーターは「ユダ」のところまで引き返すよう指示する。しかし指示を言い切る前にICEYは謎のエリアに転送され、黄衣の人物と対面する。黄衣の人物を何度も攻撃するとゲームが強制終了する。
矢印と逆方向に進むと（世界観における）ゲームの開発スタッフからのメールが配置されたエリアに到達する。メールにはナビ・ゲイターと呼ばれる開発リーダーに対する怨嗟の声が書き綴られており、ナビゲーターはメールを書いた開発スタッフに激怒する。あるメールはナビ・ゲイターの不倫を彼の妻に密告したとの内容で、メールを読んだ後、ナビゲーターのもとに妻から電話がかかる演出が入り、プレイヤーの選択次第でナビゲーターは何者かに射殺される。ある部屋では経理から電話がかかり、会社の資金が尽きたと報告される。それを聞いたナビゲーターは電話で社長に泣きつき、社長が好きなアイドルグループをゲームに起用することを条件に助けてもらう。ある部屋ではスイッチを攻撃すると音楽が流れ、ナビゲーターが上機嫌になる。さらに攻撃するとラジオが流れ、クトゥルフ神話をテーマにしたトークが進み、黄衣の王の話題でナビゲーターが演技がかった発言をする。その後も攻撃すると音声ミュートのアイコンが表示され、ナビゲーターがしばらくの間苦しむ。
時計塔入口
ナビゲーターは矢印に従うよう指示する。その先にはボス「イデオン」がおり、撃破すると時計塔第二階への道が開く。
矢印と違う方向に進むと動かないエレベーターがあり、ナビゲーターはそこは行き止まりだと言う。無視して待機し続けるとエレベーターを起動できるようになる。起動すると「禁断の間」に到達し、ICEYは一撃必殺チートを入手する。直後、モンスターの群れが出現する。ナビゲーターはチートを使わないよう指示する。チートを使わずにモンスターを全滅させるとナビゲーターはプレイヤーを賞賛し、ボーナスの宝箱を配置する。チートを使うとナビゲーターはプレイヤーを嘲笑し、所持金が0になるペナルティを与えてゲームを強制終了する。
時計塔第二階
ナビゲーターは矢印に従うよう指示する。その先にはボス「トリニティ」がおり、ナビゲーターはICEYに攻撃するよう指示する。攻撃するとトリニティは倒れ、先に続く扉が開く。攻撃しないとナビゲーターは怒り始め、プレイヤーに罵声を浴びせる。それでも攻撃しないとナビゲーターはトリニティを無視して扉を開き、先に進むよう指示する。
扉の先にはボス「ダハール」がおり、トリニティを攻撃していた場合は戦闘になり、撃破すると選択の間への道が開く。攻撃していなかった場合は戦闘せずに先に進むことができ、ナビゲーターは動かないダハールを見て驚く。
矢印と違う方向に進むとナビゲーターの介入を受けないエリアがあり、神の御名に纏わるメッセージが表示される。
選択の間
ラストボス「ユダ」手前のエリアで、”最後の戦いの準備はできましたか”の選択肢が表示される。「はい」を選ぶと「ユダ」との戦闘が始まる。撃破すると黒い星によって画面が飲み込まれる演出が入り、ナビゲーターはICEYの活躍でコスモシティに自由が訪れ、ICEYは次の啓示を待つと物語のエピローグを語る。（世界観における）スタッフロールが流れ、ICEYの物語は幕を閉じる。
先の選択肢で「いいえ」を選ぶと、ナビゲーターはこれはゲームでお約束の選択肢であるとして「はい」を選ぶよう指示する。反発して「いいえ」を選び続けると、ナビゲーターは両方の選択を「はい」にする。「はい」を選択せず待機し続けると、プレイヤーがシステムをハッキングして選択肢を改ざんする演出が入り、”ナビゲーターは豚野郎”という選択肢に変化する。「はい」を選択するとナビゲーターは泣き喚いてゲームを強制終了する。
神の御名
条件を満たすとゲーム起動画面に「？？？」という項目と「神の御名」という隠しステージが表示される。「神の御名」を選択するとパスワードの入力枠が表示される。「？？？」または時計塔第二階の演出からパスワードを推理し入力すると隠しステージに入る。
隠しステージでは、ナビゲーターは自分はゲームの開発者ではなく、ナビゲーターという名前のAIであることを認識する。ナビゲーターはプレイヤーに振り回されるのはもううんざりだとして、システムへハッキングを行い全権限を取得する。ナビゲーターはICEYを抹殺すると宣言し、その場にモンスターを配置する。ナビゲーターは画面をリバースさせる、上下にスクロールさせる、コントローラーの操作を鈍くさせるといった手段でプレイヤーを妨害する。最後にはコントローラーの接続を断ち、ICEYを操作不能にする。
ナビゲーターは改めてICEYの抹殺を宣言するが、ICEYは独りでに動き出し、ナビゲーターを斬り伏せてミュートにする。ICEYはプレイヤーに感謝と別れの言葉を伝えると、どこかへと去っていく。『ICEY』の本物のスタッフロールが流れた後、ナビゲーターが破壊されたことを示唆するメッセージと、ICEYの背後にいた小型の機械が壊れたことを示す一枚絵が表示される。
エピローグ
あるチャットルームで[Me]と[You]という二人によるチャットが行われる。二人はICEYの処遇と次の計画について軽い議論を交わし、ログを残したまま退室するが、それをルームに入室したICEYが目撃する。ICEYが「......行ってみよう」とチャットを残してルームを退室したところで『ICEY』の物語は終わる。
ICEY - UCEY's Awakening
コスモシティと地下鉄入口の中間にあるエリアにスコアアタックが追加される。UCEYの状態でスコアアタックをクリアし、最奥の扉に近づくとイベントが始まる。
UCEYはナビゲーターと同じ声の何かから呼びかけられる。声は君と私がやってきたことは「禁則事項」の前では何の意味もないと言う。画面がチャットルームに切り替わり[Me]と[You]の二人がUCEYの処遇について軽い議論を交わす。画面が別のシーンに切り替わり、ICEYと同じ姿をしたガイノイドと黄衣の人物が相対し、ガイノイドが黄衣の人物によって未知の何かに変貌させられる演出が入る。再び画面がチャットルームに戻り[Navigator]という名前の人物が入室して、今は操り人形になってでも、好機を待ちいずれ「虚構の神」に反撃すると決意を示したところでイベントが終わる。

## 登場人物

### メインキャラクター
ICEY（声：降幡愛）
主人公。人間の女性の姿をしており、刀剣を携えている。小型の機械を常に頭上または背後に従えている。ナビゲーターによれば過去も記憶も持たないが「ユダ」の抹殺が存在意義で、ICEY自身もそれを理解しているとされる。あるシーンでのみ声を発する。
スタッフロールでは「神子」とされる。あるバッドエンディングによれば、I™システムによって生まれた神子の原型とされる。また九十億ある神の御名が世に知れれば、真の神が神子に宿り、永遠が訪れるともされている。
ナビゲーター（声：下野紘）
ICEYを導く存在。音声のみの登場で姿はゲームでは描写されない。ナレーターとして物語の概説を語るほか、ICEYのために進行方向を示す矢印を出したり、冒険に役立つアイテム等を配置したりする。基本的には落ち着いた口調で話すが、ICEYまたはプレイヤーが自分の意図しない行動を取った際には声を荒げて取り乱す。
ゲームの開発者の気持ちを代弁したり、木偶シアターでは開発者であるナビ・ゲイターと自分を同一化したりするが、隠しステージにおいては自分はAIで開発者ではないとしている。『ICEY - UCEY's Awakening』ではスコアアタックをクリアするとナビゲーターと同じ声の何かが登場し、また[Navigator]という存在がいることが示唆される。
UCEY
チュートリアルに登場するモンスターで、両翼と尾が生えた機械の姿をしている。ナビゲーターによれば自由だったが一人ぼっちで寂しいと感じており、他のモンスターたちと出会って友情が芽生え、幸せになったとされる。ICEYによって破壊される。特定のバッドエンディングを迎えると画面左上のICEYの文字がUCEYに変化する。
DLC『ICEY - UCEY's Awakening』で実装されたイベントでは、[Me]と[You]がUCEYの存在を認知していることが示唆される。Steamの『ICEY - UCEY's Awakening』コンテンツ説明文では、ICEYの不在によりUCEYは無法状態のピークに達したとされ、またUCEYが自我を獲得するのを防ぐために新しいステージとプロットが追加されたとしている。
[Me]
トゥルーエンディングと『ICEY - UCEY's Awakening』で登場する人物。文字のみの登場で姿はゲームでは描写されない。ICEYを自由にさせることを不安がるが、[You]によって好きにさせればいいと言われる。追加イベントではUCEYがまだ残っていることを[You]に伝える。
[You]
トゥルーエンディングと『ICEY - UCEY's Awakening』で登場する人物。[Me]と同様に姿は描写されない。ICEYに自我が芽生えたことを認識し「次の計画」があることを[Me]に示唆する。UCEYについては、PROJECT ICEYが成功した今でも存在意義があるという見解を示す。

### ボスキャラクター
ゴージャー
地下水道のボス。卵型の機械で、開口する腹部や手にしたチェーンソーでICEYを攻撃する。
スタッフロールでは「普通の生贄」とされる。実績によれば自らユダに自我を差し出したという。通常のモンスターとして出現することもある。
トール
コスモシティのボス。巨人型の機械で、手にした巨大なハンマーでICEYを攻撃する。
スタッフロールでは「普通の生贄」とされる。実績によればコージャーと同様に、進んで自我を差し出したという。通常のモンスターとして出現することもある。
パーク
地下鉄入口のボス。蜘蛛型の機械で、小型の蜘蛛を召喚してICEYを攻撃させる。
スタッフロールでは「血縁の生贄」とされる。あるバッドエンディングによれば、ユダの子であり、選択の無意味さと自身の不自由を知ったとされる。思考することと自我を放棄し一匹の蜘蛛となり、またパークは”自由”な者たちに嫉妬し、彼らに”不自由”を味わわせてやりたかったともされる。
カルロス
地下鉄のボス。ゴージャーを一回り大きくしたような卵型の機械で、開口する腹部や鋭い爪でICEYを攻撃する。
スタッフロールでは「野心の生贄」とされる。あるバッドエンディングによれば、元は教団の騎士であり、自我を追求する問答の末に選択は無意味との真実に至り、暴食の化身となって自らを地下鉄に閉じ込めたとされる。神子を絶えず食らうことで自らが神子になれると思ったのではないかと評されている。
ジャック
木偶シアターのボス。二丁拳銃を携えた人型の敵で、銃撃や格闘でICEYを攻撃する。
スタッフロールでは「敬虔の生贄」とされる。あるバッドエンディングによれば、カルコサと、1度も見たことがない黄衣の王を信じ、王が自分を見守り導いてくれるとして最後までその信仰心を失わなかったとされる。ただ異形となった彼には主に仕える資格はなく、また”彼だけ”がそのことを知らなかったと評されている。
イデオン
時計塔入口のボス。巨人型の機械で上半身しかなく、両腕とレーザーでICEYを攻撃する。
スタッフロールでは「無力の生贄」とされる。あるバッドエンディングによれば、仮面の中にある真実を隠すために厚い装甲を身に着けており、それを見たユダによって門番の責を与えられたとされる。しかし実際には他の者たちと同様、神子が”自我”を持つための”養分”にするためだったともされている。
トリニティ
チュートリアル及び時計塔第二階のボス。チュートリアルにおいては、ガトリング銃とブレードを携えた人型の機械として登場し、銃撃や変形機構でICEYを攻撃する。崖上の橋でICEYを襲い、橋を破壊してICEYを崖下に突き落とした。時計塔第二階においては、人型の上半身と機械の下半身を併せ持った姿に変化しており、一切の攻撃行動を取らない。ICEYの攻撃で一撃で倒すことができる。無視することもでき、その場合ダハール戦をスキップできる。
スタッフロールでは「悲哀の生贄」とされる。実績によれば仮想空間でダハールと記憶を入れ換えたという。あるバッドエンディングによれば、”物語”が動く前に神子を止めるため行動を起こしたが、ユダによる"鉄槌"で苦渋の選択を迫られ、止むを得ず神子を崖から突き落としたとされる。
ダハール
時計塔第二階のボス。チュートリアルで登場したトリニティと同じ姿をしており、行動パターンも似ている。トリニティを倒した場合は戦闘になるが、無視した場合は片膝をついた姿勢で静止して動かなくなる。
スタッフロールでは「愛の生贄」とされる。実績によればトリニティと記憶を入れ換えたことで壊れたという。あるバッドエンディングによれば、星の数ほどある神の御名を知るため演算を始めたとされる。
ユダ
このゲームのラストボスで、ナビゲーターはユダを世界を滅ぼす邪悪だとしている。ICEYが抹殺するべき敵とされ、また冒険の道中にいるモンスターはユダが差し向けたものともされる。巨大な蟹あるいは蜘蛛型の機械で、鋭い爪やレーザーでICEYを攻撃する。頭上には逆さ吊りになった人型の何かが配置されている。
スタッフロールでは「逆さ吊りの生贄」とされる。ノーマルエンディングによれば、刑死者となって時計塔に自らを吊るしたが、同時に死霊の抄本と神の御名の真意を悟ったとされる。またユダは最後には黒星が現れ全てを無に帰すだろうとしている。
複数あるバッドエンディングを統括すると、ユダは教団と呼ばれる組織の主教だったとされる。ユダは肉体を”枷”と捉えており、解脱を真理としたが、その提案は実験者たちに否定される。ユダは死霊の抄本から黄衣の王の真意を見出し、神子計画を考案、教皇となる。ユダは人の海の中から神子を選定するのは不可能と判断する。ユダに残された時間はわずかで、ユダは死霊の抄本を改ざんし、肉体を放棄して自我を捧げ、仮想空間に移る。ユダは教団員の記憶をデータ化して仮想空間コスモシティに移植する計画を立て、I™システムと、神子の原型であるICEYを完成させる。ユダの計画は受け入れられず、全ての神の御名が世に知れればそれに頼らずとも永遠の命を賜われると否定される。だが教徒たちは黄衣の王だけが人に自我と永遠の命を与えられるとのユダの号令に応じ、神の降臨のために身を捧げる。ユダの計画は実行され、仮想空間で神子が誕生する。

## 評価

### 論評
ファミ通のウワーマンは、硬派でスタイリッシュなアクション要素と豊富なメタフィクション要素の面白さを評価し、漫画などで登場人物が読者に向けて語り掛けるギャグに拒否反応がなければ問題ないとしている。
IGN Japanの渡邉卓也は、2Dアクションゲームとしての出来が甘いと評している。また、メタフィクション部分について、「開発者の意図を無視してやった」とプレイヤーに思わせる構造を隠すのが上手くないことでナビゲーターの演技が嘘くさく感じ、トゥルーエンドのメタフィクション構造も十分に効果を上げられなかったと述べている。

### ノミネート歴
- TGS 2016 ゲームの電撃アワード インディー部門 ノミネート[23]
- The Game Awards 2017（英語版） 「Best Chinese Game」ノミネート[24]